# Augusta Vera Duthie
Augusta Vera Duthie (1881 - 1963) fue una botánica sudafricana con particular interés en la Provincia Occidental del Cabo.

## Biografía
Una de cinco hijos de Archibald Hamilton y Augusta Vera Duthie, nació en Knysna, Sudáfrica. Obtuvo una licenciatura de la Huguenot College en 1901, una maestría de South African College en 1910, y doctor en Ciencias de la Universidad de Sudáfrica en 1929.
Fue nombrada profesora de botánica en el Victoria College, ahora Universidad de Stellenbosch en 1902. En 1912, visitó la Universidad de Cambridge y trabajó con Albert Charles Seward. En 1929, completó la flora de la Stellenbosch Flats, una zona aluvial que rodea a la universidad. Después de su retiro de 1939, volvió a manejar su finca de la familia Belvidere, donde murió en 1963.

## Algunas publicaciones
- Contribution to Our Knowledge of the Genus Eriospermum. Annale van die Uniwersiteit van Stellenbosch 18 (2) 64 pp. 1940

- Vegetation and Flora of the Stellenbosch Flats, 59 pp. 1929

- The Eriospermums of the Stellenbosch Flats. Annale van die Uniwersiteit van Stellenbosch, 22 pp. 1924

## Honores

### Epónimos
- Duthiastrum M.P.de Vos[3]
- Chlorotalpa duthieae Broom
- Impatiens duthieae L.Bolus[4]
- Ischyrolepis duthieae (Pillans) H.P.Linder[5]
- Ornithogalum duthiae
- Psilocaulon duthieae L.Bolus[6]
- Ruschia duthiae

- La abreviatura «A.V.Duthie» se emplea para indicar a Augusta Vera Duthie como autoridad en la descripción y clasificación científica de los vegetales.[7]